# Harriet Bland
Harriet Bland, född 13 februari 1915 i Saint Louis, död 6 november 1991 i Fort Worth, var en amerikansk friidrottare.
Bland blev olympisk mästare på 4x100 meter vid olympiska sommarspelen 1936 i Berlin.